# Foetidia africana
Foetidia africana là một loài thực vật có hoa trong họ Lecythidaceae. Loài này được Verdc. mô tả khoa học đầu tiên năm 1985.